# غورد بروكس
غورد بروكس هو لاعب هوكي الجليد كندي، ولد في 11 سبتمبر 1950 في كوبورغ في كندا.

## وصلات خارجية
- غورد بروكس على موقع دوري الهوكي الوطني (الإنجليزية)
- غورد بروكس على موقع قاعة مشاهير الهوكي (لاعب أن.إتش.أل) (الإنجليزية)
- غورد بروكس على موقع EliteProspects.com (الإنجليزية)
- غورد بروكس على موقع HockeyDB.com (الإنجليزية)
- غورد بروكس على موقع Hockey-Reference.com (الإنجليزية)